# Sudáfrica en los Juegos Olímpicos de Salt Lake City 2002
Sudáfrica estuvo representada en los Juegos Olímpicos de Salt Lake City 2002 por un deportista que compitió en esquí alpino.  
El portador de la bandera en la ceremonia de apertura fue el esquiador Alex Heath. El equipo olímpico sudafricano no obtuvo ninguna medalla en estos Juegos.